# Mario Uggeri
Mario Uggeri (Codogno, Lodi, Italia, 17 de febrero de 1924 - Merate, Lecco, Italia, 8 de marzo de 2004) fue un dibujante de cómic, pintor e ilustrador italiano.

## Biografía
Estudió arte en Cremona. Durante la Segunda Guerra Mundial, fue un partisano de la Resistencia antifascista italiana, siendo enviado al campo de concentración de Dachau por actividades antialemanas.
Su debut como historietista se produjo en 1945, cuando realizó el cómic policíaco Ravengart para la editorial Toro, con la que colaboró hasta 1947 dibujando también Rage l'invisibile y Bill Terremoto. En 1948 pasó a trabajar para la editorial Bonelli, dibujando algunos personajes de Gian Luigi Bonelli: Ipnos, Red Carson, Yuma Kid y el más famoso Tex. Al mismo tiempo, colaboró con la editorial Universo, ilustrando Rocky Rider.
En 1957 entró a formar parte del estudio de Roy D'Amy, donde trabajó para el mercado británico, realizando principalmente portadas para Love Picture Libraries, además de Rodney Stone para Junior Press Weekly en 1955. En 1957 se mudó a Londres, donde trabajó para el Daily Mirror y el Sunday Express. También fue contratado por Fleetway, realizando Buffalo Bill para la revista Comet.
Mediante el estudio D'Amy empezó también su larga colaboración con el Corriere dei Piccoli, que duró hasta principios de los años 1980, con la realización de numerosas historias e ilustraciones, a menudo junto al guionista Mino Milani. Desde 1967 ilustró el diario La Domenica del Corriere y desde 1972 colaboró con el Corriere dei Ragazzi. En 1984 se retiró del mundo de las historietas para dedicarse a la actividad de pintor.